# FK Sloga Srbac
Fudbalski klub Sloga (FK Sloga; Sloga Srbac, srpski Фудбалски клуб Слога) je nogometni klub iz Srpca, Republika Srpska, Bosna i Hercegovina. 
 
U sezoni 2019./20. klub se natječe u "Drugoj ligi RS – Zapad", ligi trećeg stupnja nogometnog prvenstva Bosne i Hercegovine. 
 
Klupska boja je plava.

## O klubu
Klub je osnovan 1946. godine pod nazivom "Momo Vidović". 1952. godine ime kluba se mijenja u "Sloga" i klub se uključuje u "Međupodsaveznu ligu Banja Luka". Od 1970.-ih pa do raspada SFRJ i rata u BiH klub se natjecao u "Područnoj ligi Banja Luka", "Krajiškoj zoni", "Međuopćinskoj ligi Banja Luka", "Grupnoj ligi Lijevče", "Regionalnoj ligi Banja Luka". 
 
Završetkom rata u BiH, klub je počeo s ligaškim nastupima u "Drugoj ligi RS" (skupine "Prijedor" i potom "Zapad"), koju osvaja u sezoni 1998./99. i u sezoni 1999./2000. nastupa u "Prvoj ligi RS", ali odmah ispada iz nje. Narednih sezona klub je uglavnom sudionik "Druge lige RS – Zapad".

## Uspjesi

### Do 1992.
Područna liga Banja Luka
- prvak: 1973./74.

Grupna liga Lijevče
- prvak: 1985./86.

### Nakon 1992.
Druga liga RS – Zapad
- prvak: 1998./99.

Regionalna liga RS – Zapad
- prvak: 2014./15.

## Unutrašnje poveznice
- Srbac

## Vanjske poveznice
- Sloga Srbac, facebook stranica
- Sloga, sportdc.net
- Sloga, srbijasport.net
- FK Sloga Srbac, sportsport.ba